# 마누엘 산치스 마르티네스
마누엘 산치스 마르티네스(스페인어: Manuel Sanchís Martínez; 1938년 3월 26일, 발렌시아 지방 알베리크 ~ 2017년 10월 28일, 마드리드 지방 마드리드)는 스페인의 전 축구 선수로, 현역 시절 수비수로 활동하였다.
그의 아들 마놀로와 마찬가지로, 그는 레알 마드리드와 스페인 국가대표팀의 주요 선수였다. 그와 마누엘은 유러피언컵에서 우승을 거둔 4쌍의 부자지간들 중 하나로, 나머지 부자 모두 우승을 거둔 가문으로는 말디니 가문의 체사레와 파올로, 부스케츠 가문의 카를레스와 세르지오, 지단 가문의 지네딘과 뤼카가 있다. 산치스는 10시즌 넘게 213번의 라 리가 경기에 출전하였다.
국가대표팀에서 거의 2년을 활동했던 산치스는 1966년 FIFA 월드컵에 자국을 대표로 참가하였다.

## 선수 경력
산치스는 발렌시아 지방 알베리크 출신이다. 현역 시절 그는 콘달, 바야돌리드, 레알 마드리드, 그리고 코르도바에서 활동하였고, 마드리드의 60년대 중반 중흥기를 이끈 주역들 중 한 명이었던 그는 5년 동안 4번 라 리가 정상에 올랐고 1965-66 시즌에는 유러피언컵도 우승하였다. 그는 유러피언컵에서 도합 35번의 경기에 출전하였다.
산치스는 스페인 국가대표팀 경기에 11번 출전하기도 하였으며, 1966년 FIFA 월드컵에서는 자국을 대표로 참가하기도 했다. 골 맛을 자주 보지 못했던 산치스는 2-1로 이긴 스위스와의 2차전 경기에서 득점을 올리기도 했다.

### 국가대표팀 득점 기록
아래의 점수에서 왼쪽의 점수가 스페인의 점수이다.
| #  | 날짜            | 경기장                   | 상대   | 점수 | 최종결과 | 대회               |
| -- | --------------- | ------------------------ | ------ | ---- | -------- | ------------------ |
| 1. | 1966년 7월 15일 | 잉글랜드 셰필드 힐즈버러 | 스위스 | 1–1  | 2–1      | 1966년 FIFA 월드컵 |

## 감독 경력
은퇴 후, 산치스는 감독으로 전향하였다. 레알 마드리드의 유소년부를 맡은 그는 세군다 디비시온의 테네리페를 지도한 후 적도 기니의 지휘봉을 잡았다.
국정이 반 프란시스코 마시아스 응게마 쿠데타로 혼란에 빠지면서, 적도 기니의 체육 예산 투입량이 급격히 줄어들었고, 산치스는 사직하고 자국에 복귀하였다. 이후 그는 주로 마드리드 지방에 있는 하부 리그 소속 구단인 팔라, 다이미엘, 그리고 돈 베니토 등을 지휘했다.

## 사망
2017년 10월 28일, 산치스는 79세의 나이에 폐색전증으로 마드리드에서 별세하였다.

## 수상
레알 마드리드
- 라 리가: 1964–65, 1966–67, 1967–68, 1968–69
- 코파 델 헤네랄리시모: 1969–70
- 유러피언컵: 1965–66